# Santiago Bilinkis
Santiago Bilinkis (Buenos Aires, 9 de diciembre de 1970) es un empresario, tecnólogo y autor argentino [cita requerida]. Estudió en el Colegio Nacional de Buenos Aires y continuó sus estudios en la Universidad San Andrés en donde se recibió de economista graduado con Medalla de Oro. Es miembro de la organización Mensa y uno de los organizadores de TEDxRiodelaPlata.

## Vida profesional
En el mundo de los negocios, cofundó y dirigió Officenet, el mayor distribuidor de suministros de oficina en Argentina y Brasil, adquirido por Staples Inc. en 2004. Fue fundador también de otras empresas como Restorando, adquirida por  The Fork, y  Sirena, Integró el directorio de algunas organizaciones de la sociedad civil, como la Fundación Endeavor, el CIPPEC,  Chequeado,  Forge y la  Comisión Fullbright. Es autor del blog Riesgo y Recompensa, uno de los más leídos sobre emprendimiento para hispanohablantes. Publicó tres libros, Pasaje al futuro (2014), Guía para sobrevivir al presente (2019) y Artificial (2023), este último en coautoría con Mariano Sigman.
Apasionado por la ciencia y la tecnología, realizó estudios de postgrado en Universidad de la Singularidad en una sede de la NASA en Silicon Valley, donde tuvo la oportunidad de aprender de los más destacados científicos a nivel mundial sobre el estado del arte en disciplinas como: Inteligencia Artificial, Robótica, Biotecnología, Neurociencia y Nanotecnología.
Actualmente, se dedica a la divulgación científica a través de charlas y presentaciones, de escribir para el diario Infobae, de una columna en “Todo Pasa”, uno de los programas de radio argentinos más escuchados y otra en Red Flag por LuzuTV. En 2013 fue parte del documental de Discovery Channel “2111”, junto a figuras de la talla de Ray Kurzweil, James Canton y Aubrey de Grey. 
En los últimos años realizó presentaciones en numerosas universidades, incluyendo el Escuela de Administración y Dirección de Empresas Sloan  del MIT, Escuela de Negocios Harvard,  así como también en diferentes empresas y organizaciones públicas.
En mayo de 2019 fue entrevistado por el periodista argentino Jorge Lanata para el programa Hora 25 del canal TN.
Ese mismo año organizó el capítulo argentino de la exitosa serie TEDxRíodelaPlata. En la primera versión participó con su conferenecia: Como nos manipulan las redes sociales.

## Reconocimientos
- 2001, Emprendedor del Año Endeavor, fundación internacional que apoya a emprendedores de alto impacto y fomenta la cultura emprendedora en todo el país.
- 2014, La Legislatura de la Ciudad de Buenos Aires lo declaró “Personalidad Destacada en el campo de la Ciencia y la Tecnología”.
- 2018, Mención de honor “Senador Domingo Faustino Sarmiento”, el máximo galardón que entrega el Senado nacional para homenajear a personas y entidades del ámbito cultural, deportivo, profesional y académico en reconocimiento de su tarea emprendedora destinada a inspirar, acompañar y asesorar a miles de personas a concretar su proyecto productivo y generar empleo.
- 2018, Premio Konex en la categoría Empresarios Innovadores.

## Libros
- 2014, Pasaje al Futuro (ISBN 9789500750219)
- 2019, Guía para sobrevivir al presente (ISBN 9789500763158)
- 2023, Artificial: La nueva inteligencia y el contorno de lo humano (ISBN 9789877950663) (junto a Mariano Sigman)